# María de las Nieves Muñiz Muñiz
María de las Nieves Muñiz Muñiz (León, 1945) è una filologa, traduttrice e italianista spagnola.

## Biografia
Dopo essersi laureata in lettere all'Università di Salamanca discutendo una tesi di filologia romanza, ha conseguito una seconda laurea in lingue, in Italia, presso l'Università di Torino, con una dissertazione sui contatti tra scrittori spagnoli e italiani. Nell'ateneo piemontese ha anche insegnato, per poi proseguire la carriera accademica all'Università di Barcellona, dove è stata professoressa di filologia italiana per tanti anni diventando infine docente emerito.
Si è occupata soprattutto di letteratura italiana rinascimentale e otto-novecentesca, pubblicando saggi (anche in italiano) e traducendo opere di scrittori come Ludovico Ariosto, Alessandro Manzoni e Giacomo Leopardi.

## Riconoscimenti
Il governo italiano le ha conferito i titoli di Cavaliere e di Commendatore della Repubblica per la sua opera di diffusione della letteratura italiana in Spagna; la studiosa ha anche ottenuto vari premi letterari in Italia, tra cui il premio Giacomo Leopardi e nel 1998 il Premio Monselice.

## Principali pubblicazioni

### Saggi
- La novela histórica italiana. Evolución de una estructura narrativa, Cáceres, Universidad de Extremadura, 1980.
- Poetiche della temporalità (Manzoni, Leopardi, Verga, Pavese), Palermo, Palumbo, 1990.
- Introduzione a Pavese, Bari, Laterza, 1992.
- Espacio geográfico/Espacio imaginario. El descubrimiento del Nuevo Mundo en las culturas italiana y española, Cáceres, Universidad de Extremadura, 1993.
- L'immagine riflessa. Percezione nazionale e trame intertestuali fra Italia e Spagna, Florencia, Franco Cesati Editore, 2012.
- La descriptio puellae nel Rinascimento. Percorsi del topos fra Italia e Spagna con un’appendice sul locus amoenus,, Firenze, Franco Cesati Editore, 2018.

### Edizioni critiche e traduzioni
- Alessandro Manzoni, Los Novios, intr., trad. y notas de Mª N. Muñiz, Madrid, Cátedra/Letras Universales, 1985.
- Carlo Emilio Gadda, Aprendizaje del dolor (trad. cap.I-VII, J. Petit y J. R. Masoliver; trad. cap. VIII-IX, y Coordinación: Mª N. Muñiz), Madrid, Cátedra, 1989.
- Alessandro Manzoni, I Promessi Sposi, intr. e note, Roma, Salerno Editrice, 1994.
- Giacomo Leopardi, Cantos, intr., trad. y notas, Madrid, Cátedra, 1998 (2ª ed. rev. y aumentada: 2009).
- Ludovico Ariosto, Orlando furioso, ed. bilingüe de C. Segre y Mª N. Muñiz, Madrid, Cátedra, 2002.
- Giuseppe Dessì, Racconti vecchi e nuovi, Nuoro, Ilisso Editrice, 2010.
- Artemisia Gentileschi, Cartas, trad. de M. N. Muñiz, Madrid, Cátedra/Letras Universales, 2016.